# Travis Webb
Travis Leon Webb, anche noto come Spider Webb (Joplin, 8 ottobre 1910 – McMinnville, 27 gennaio 1990), è stato un pilota automobilistico statunitense.
Prese parte a 6 edizioni della 500 Miglia di Indianapolis tra il 1948 e il 1954.
Tra il 1950 e il 1960 la 500 Miglia faceva parte del Campionato Mondiale, e per questo motivo Webb ha all'attivo 4 Gran Premi di Formula 1.
Webb è stato sepolto presso il Rest Lawn Memorial Park di Junction City, Oregon.

## Risultati in Formula 1
| 1950 | Scuderia        | Vettura       |  |  |    |  |  |  |  |  |  | Punti | Pos. |
| ---- | --------------- | ------------- |  |  | -- |  |  |  |  |  |  | ----- | ---- |
| 1950 | Fadely-Anderson | Maserati 8CTF |  |  | SQ |  |  |  |  |  |  | 0     |      |

| 1952 | Scuderia           | Vettura |  |     |  |  |  |  |  |  |  | Punti | Pos. |
| ---- | ------------------ | ------- |  | --- |  |  |  |  |  |  |  | ----- | ---- |
| 1952 | Vincent Granatelli | Bromme  |  | Rit |  |  |  |  |  |  |  | 0     |      |

| 1953 | Scuderia  | Vettura      |  |     |  |  |  |  |  |  |  | Punti | Pos. |
| ---- | --------- | ------------ |  | --- |  |  |  |  |  |  |  | ----- | ---- |
| 1953 | Lubri Loy | Kurtis Kraft |  | Rit |  |  |  |  |  |  |  | 0     |      |

| 1954 | Scuderia        | Vettura |  |     |  |  |  |  |  |  |  | Punti | Pos. |
| ---- | --------------- | ------- |  | --- |  |  |  |  |  |  |  | ----- | ---- |
| 1954 | Advance Muffler | Bromme  |  | Rit |  |  |  |  |  |  |  | 0     |      |

| Legenda | 1º posto     | 2º posto | 3º posto    | A punti         | Senza punti/Non class.  | Grassetto – Pole position Corsivo – Giro più veloce |
| Legenda | Squalificato | Ritirato | Non partito | Non qualificato | Solo prove/Terzo pilota | Grassetto – Pole position Corsivo – Giro più veloce |